# Nanny Schlüter
Nanny Schlüter (verheiratete Nanny Bech) (* 1935) ist eine ehemalige deutsche Leichtathletin.

## Leben
Die für den VfL Pinneberg antretende Schlüter gewann bei den Deutschen Meisterschaften 1955, 1956 und 1959 jeweils Silber über 800 Meter. Über dieselbe Strecke wurde sie 1958 Deutsche Meisterin in der Halle und erreichte 1959 den zweiten Rang. Im Jahr 1959 lief sie über 800 Meter mit 2:08,6 Minuten die deutsche Jahresbestleistung. Sie qualifizierte sich für die Olympischen Sommerspiele 1960 in Rom, konnte aber aufgrund einer Schwangerschaft nicht teilnehmen.
Mitte Juli 1961 stellte die nach ihrer Hochzeit inzwischen Nanny Bech heißende und mittlerweile für den Rendsburger TSV antretende Läuferin in Hannover mit 2:17,8 Minuten eine neue schleswig-holsteinische Landesbestmarke über die 800 Meter auf.
Zusammen mit ihrem Ehemann baute sie in Owschlag ab 1967 einen Baumschul- und Gartenbaubetrieb auf. Beim VfL Pinneberg wurde sie als Ehrenmitglied ausgezeichnet.